# Jean Baptiste van der Sypen
Jean Baptiste van der Sypen, né à Bruxelles le 1er décembre 1817 et mort dans la même ville le 2 mars 1881, est un graveur belge.
Plusieurs gravures de l'artiste sont conservées au Musée du Louvre et au Rijksmuseum Amsterdam.

## Biographie

### Famille
Jean Baptiste van der Sypen (ou van der Zeypen), né rue de Rollebeek no 1181 à Bruxelles le 1er décembre 1817, est le fils de Ferdinand van der Sypen (1779), vannier et mandelier, né à Bruxelles, et de Claire Catherine Deboos (1788), née à Tirlemont, mariés à Bruxelles le 12 novembre 1817.

### Formation
Jean Baptiste van der Sypen est étudiant à l'École royale de gravure de Bruxelles, où il est formé en gravure par Luigi Calamatta.

### Carrière
Jean Baptiste van der Sypen commence à participer aux expositions triennales belges au Salon d'Anvers de 1843, où il envoie les portraits gravés au burin de l'amiral De Ruyter et de Galilée. 
Jean Baptiste van der Sypen meurt, à l'âge de 63 ans, en son domicile rue des Alexiens no 56 à Bruxelles le 2 mars 1881.

## Œuvre

### Caractéristiques
L'œuvre de Jean Baptiste van der Sypen relève exclusivement du domaine de la gravure. Il reproduit par la gravure et le dessin plusieurs maîtres anciens, comme Pontormo, Luca Signorelli, Gaspard de Crayer, Rubens, Antoine van Dyck qu'il interprète de manière souvent originale. Il grave également d'après les tableaux d'artistes belges contemporains comme Jean-François Portaels, Louis Gallait et Alexandre Robert.

### Galerie de gravures au Rijksmuseum Amsterdam

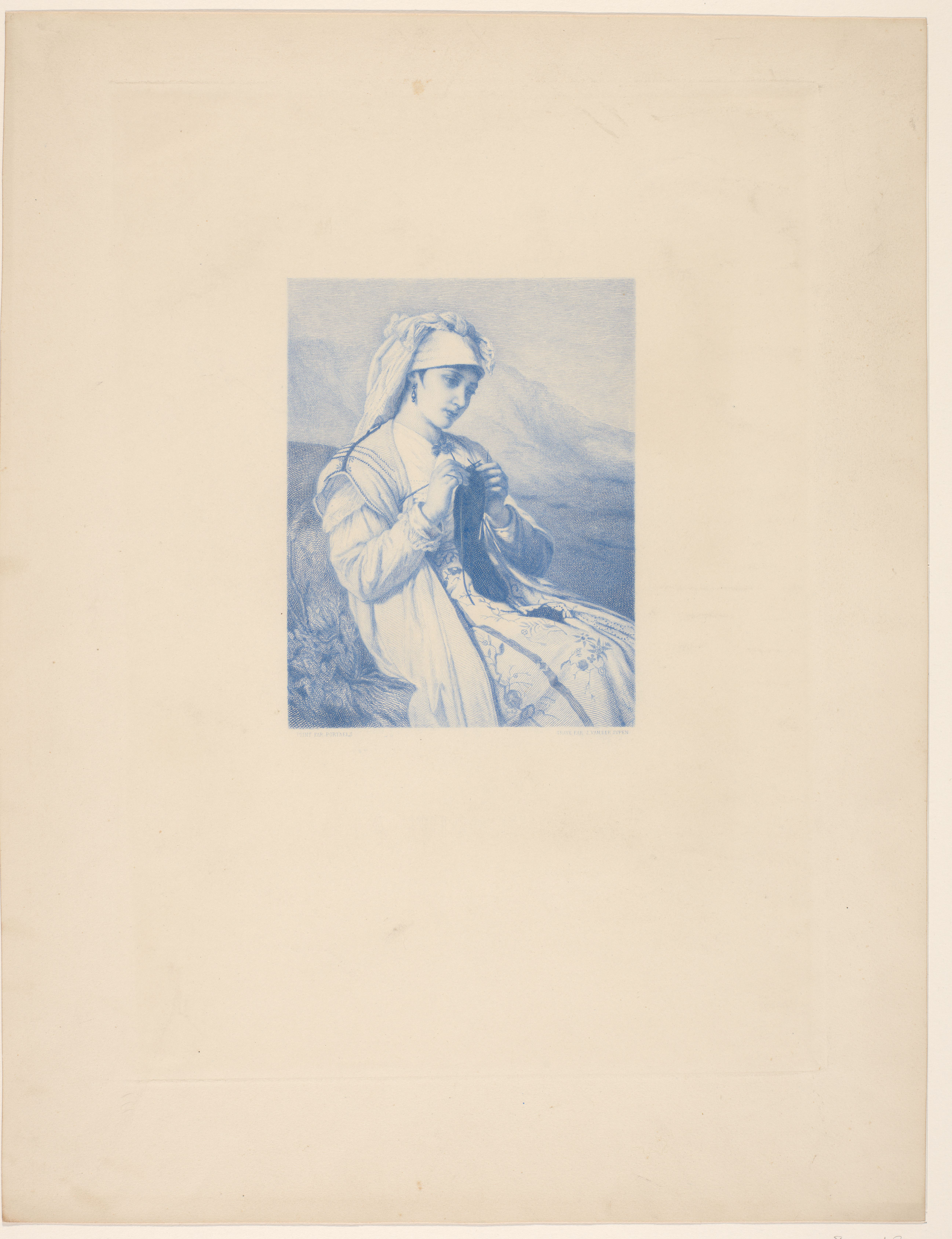
Jeune fille tricotant dans un paysage, gravure d'après Jean-François Portaels.
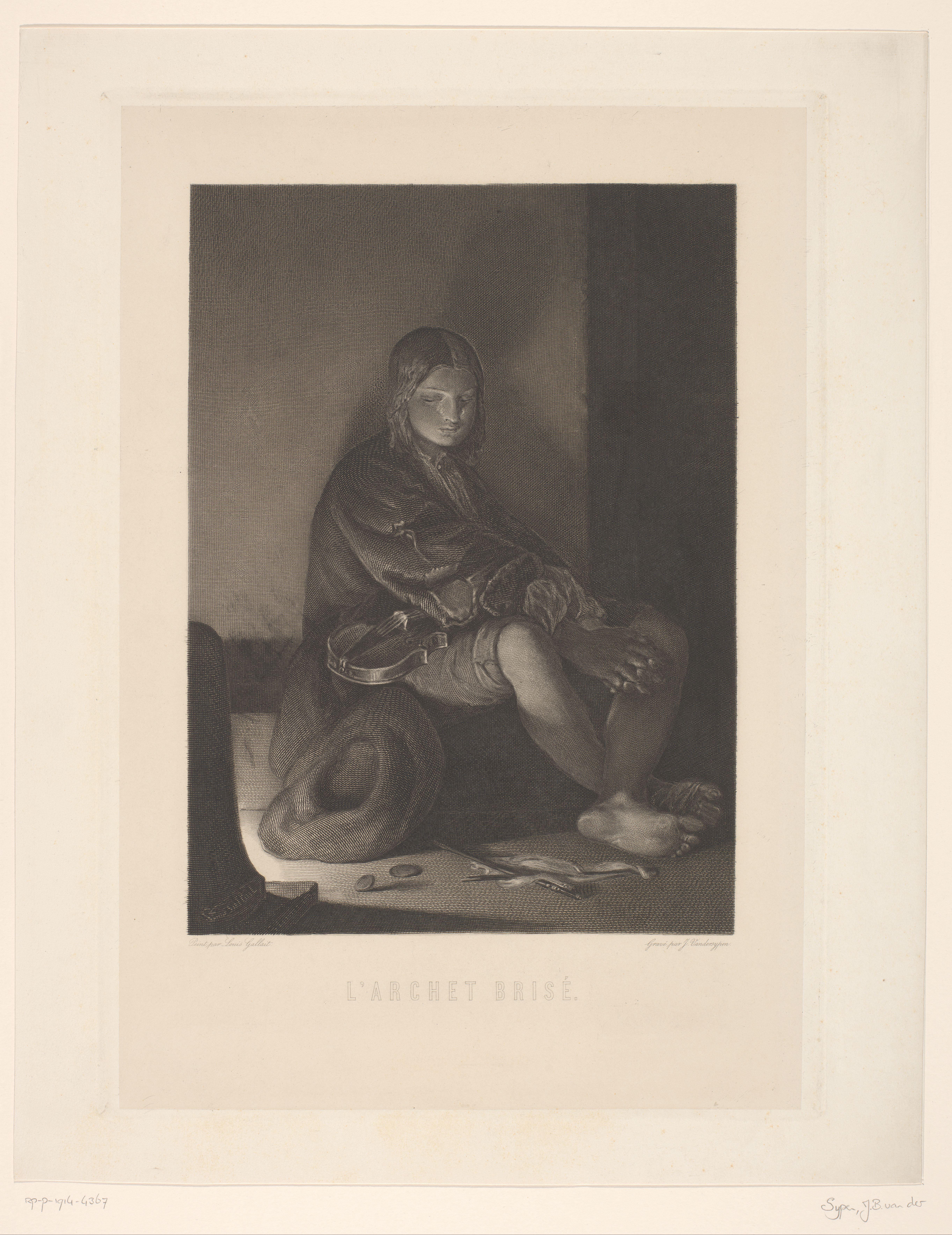
L'Archet brisé, gravure de Jean Baptiste van der Sypen, d'après Louis Gallait.
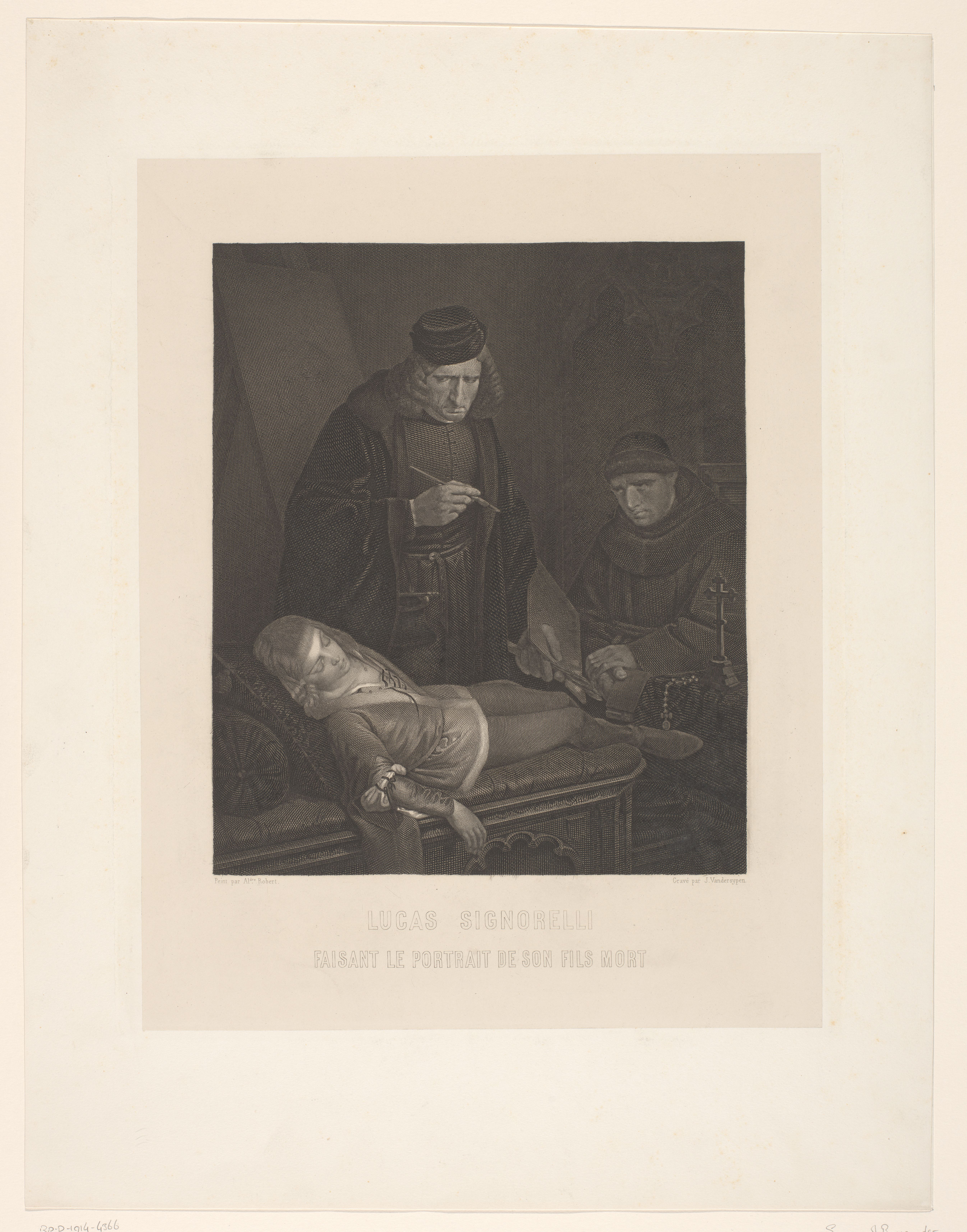
Luca Signorelli peignant son fils mort, gravure d'après Alexandre Robert, gravure d'après Jean-François Portaels.

### Expositions

#### Expositions triennales belges
- Salon d'Anvers de 1843 : deux portraits gravés au burin : l'amiral De Ruyter et Galilée[3].
- Salon de Bruxelles de 1845 : une gravure de Cosme de Médicis d'après Pontormo, le portrait gravé de Rubens[5].
- Salon d'Anvers de 1846 : le portrait gravé d'Antoine van Dyck, d'après lui-même, une gravure de Cosme de Médicis d'après Pontormo et le portrait gravé de Rubens[6].
- Salon de Bruxelles de 1851 : dessin d'après le tableau d'Alexandre Robert représentant Luca Signorelli peignant son fils mort[7].
- Salon d'Anvers de 1852 : gravure d'après le tableau d'Alexandre Robert représentant Luca Signorelli peignant son fils mort[8].
- Salon de Bruxelles de 1857 : gravure d'après le tableau d'Alexandre Robert représentant Luca Signorelli peignant son fils mort[9].
- Salon de Bruxelles de 1863 : L'Archet brisé, gravure d'après Louis Gallait et Le Couronnement de la Vierge, dessin d'après Rubens[10].
- Salon de Bruxelles de 1866 : La Vierge parée par les anges, dessin d'après le tableau de Gaspard de Crayer[11].
- Salon de Bruxelles de 1869 : Le Couronnement de la Vierge, gravure d'après Rubens.
- Salon d'Anvers de 1870 : Le Couronnement de la Vierge, gravure d'après Rubens[12].
- Salon de Bruxelles de 1872 : Une loge au théâtre de Pesth, gravure d'après Jean-François Portaels[13].

### Collections muséales
- Musée du Louvre, département des arts graphiques : trois œuvres relevant de la chalcographie[14].
- Rijksmuseum Amsterdam : six gravures : Jeune fille tricotant dans un paysage d'après Portaels, L'Archet brisé d'après Gallait, Luca Signorelli peignant son fils mort, Portrait de Cosme de Médicis d'après Pontormo, Portrait du pape Léon XI, Portrait du pape Innocent IX[15].